# Problemas legales con BitTorrent
BitTorrent es un protocolo de transferencia de archivos peer-to-peer desarrollado por Bram Cohen a principios de la década de 2000, ha revolucionado la forma en que se comparten y descargan archivos en línea. Aunque la tecnología ha demostrado ser eficiente para la distribución de grandes cantidades de datos, también ha enfrentado numerosos desafíos legales desde su inicio.

Logo de BitTorrent

### Historia y Funcionamiento de BitTorrent
BitTorrent utiliza un enfoque descentralizado para la distribución de archivos, permitiendo que los usuarios compartan fragmentos de archivos entre sí en lugar de depender de un servidor central. Este método facilita la descarga rápida de archivos grandes al dividirlos en partes más pequeñas que pueden descargarse simultáneamente desde múltiples fuentes a través de usuarios que ya poseen el archivo.

### Problemas Legales y Violación de Derechos de Autor
La principal preocupación legal asociada con BitTorrent ha sido la violación masiva de derechos de autor por la piratería digital. Dado que la plataforma permite a los usuarios intercambiar archivos de manera eficiente y anónima, se ha convertido en un medio popular para compartir contenido protegido por derechos de autor sin el permiso de los propietarios.
Los titulares de derechos de autor, incluidas las compañías cinematográficas, discográficas y de software, han llevado a cabo numerosas acciones legales contra sitios web y usuarios individuales que utilizan BitTorrent para compartir material protegido. Estas acciones han resultado en cierres de sitios, multas significativas y en algunos casos, penas de prisión para aquellos que han sido encontrados culpables de infringir los derechos de autor.

##### Lista de casos célebres de Violación de derechos de autor.
- The Pirate Bay, un motor de búsqueda y tracker de archivos BitTorrent fue denunciado por Warner Bros, MGM, Sony BMG y Universal en 2009. Los creadores fueron condenados a un año de cárcel y el pago de 2.7 millones de euros.[1]
- Estados Unidos denunció a más de 200,000 usuarios de BitTorrent entre los años 2010 y 2012.[2]
- BitTorrent y uTorrent, denunciadas por infracción de patentes, en 2011.[3]
- Jeremiah B.Perkins, líder del grupo "IMAGiNE", condenado a 5 años de cárcel y un pago de $15,000 por la piratería de música en 2013.[4]
- "Rights Enforcement", un grupo estadounidense rastreaban usuarios de BitTorrent y utilizaban avisos DMCA para entregar una multa de $300 a los piratas, ya que los juzgados comenzaban a volverse más conservadores con las condenas.[5]

### Bloqueos y Restricciones a Nivel Mundial
Algunos gobiernos, proveedores de servicios de Internet (ISP) y entidades reguladoras han tomado medidas para bloquear o restringir el acceso a sitios de BitTorrent en un esfuerzo por combatir la piratería y proteger los derechos de propiedad intelectual. Estos bloqueos varían en su efectividad y han generado debates sobre la censura en línea y la libertad de información.

#### Estrategias para combatir la piratería
La legislación de la UE sobre derechos de autor consta de 13 directivas y 2 reglamentos que armonizan los derechos esenciales de autores, artistas intérpretes o ejecutantes, productores y organismos de radiodifusión.
- Leyes de Derechos de Autor y Propiedad Intelectual: Directiva sobre derechos de autor y derechos afines en el mercado único digital (Directiva MD),[7] esta directiva de la Unión Europea aborda cuestiones relacionadas con la piratería digital y busca adaptar las leyes de derechos de autor al entorno digital. Además, existen Leyes Nacionales de Derechos de Autor.
- Leyes de Manejo de Derechos Digitales (DRM[8]): Leyes que prohíben la elusión de medidas tecnológicas de protección utilizadas para controlar el acceso a obras protegidas por derechos de autor.
- Leyes contra la Distribución de Software o Hardware para la Piratería: Prohibición de la fabricación, distribución o posesión con fines comerciales de dispositivos o software diseñados para eludir medidas de protección.
- Legislación sobre Piratería en Internet y Actividades en Línea: Leyes que aborden la piratería digital a través de sitios web, servicios en línea y redes de intercambio de archivos y permiten el cierre de páginas web.
- Cooperación Internacional y Tratados: Participación en tratados internacionales que aborden la piratería digital y promuevan la cooperación entre países para combatirla.
- Penalizaciones y Sanciones: Establecimiento de sanciones civiles y penales para aquellos que violen las leyes de derechos de autor y propiedad intelectual.
- Educación y Concientización: Campañas para educar al público sobre la importancia de respetar los derechos de autor y las consecuencias de participar en actividades de piratería.